# Mallet (Paraná)
Pour les articles homonymes, voir Mallet.

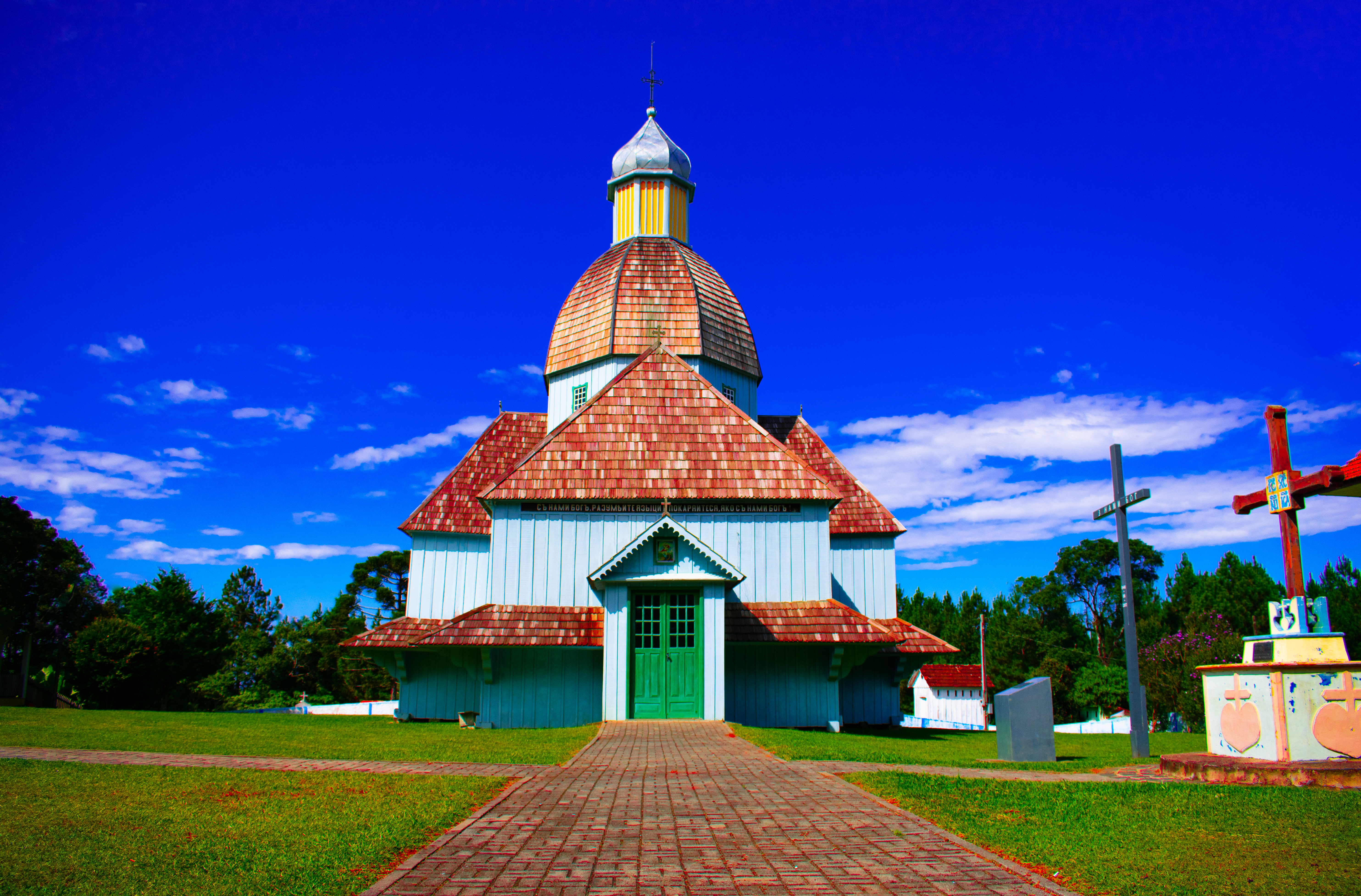
Église de l'Archange Michel à Mallet

Mallet est une municipalité de l'État du Paraná.

## Maires
| Période | Période | Identité     | Étiquette | Qualité |
| ------- | ------- | ------------ | --------- | ------- |
| 2009    | 2012    | César Flenik | PMDB      |         |